# Kozárov
Kozárov (en allemand : Kosarow) est une commune du district de Blansko, dans la région de Moravie-du-Sud, en République tchèque. Sa population s'élevait à 121 habitants en 2020.

## Géographie
Kozárov se trouve à 9 km au sud-ouest de Kunštát, à 17 km au nord-ouest de Blansko, à 30 km au nord-nord-ouest de Brno et à 162 km à l'est-sud-est de Prague.
La commune est limitée par Bedřichov au nord-est, par Kunčina Ves à l'est, par Rašov au sud, et par Strhaře à l'ouest et au nord.

## Histoire
La première mention écrite de la localité date de 1601.

## Galerie

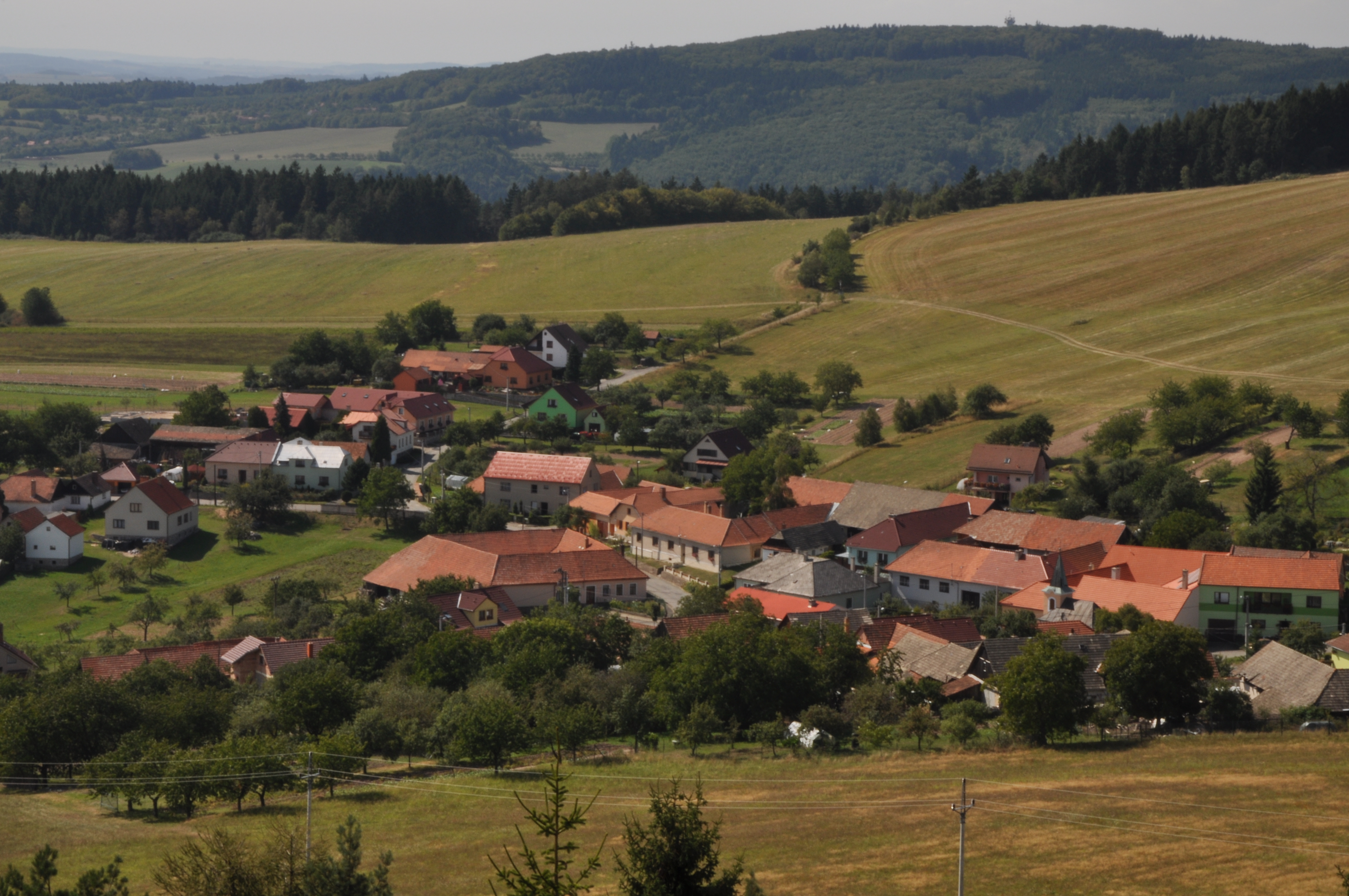
Vue du hameau de Babylon.
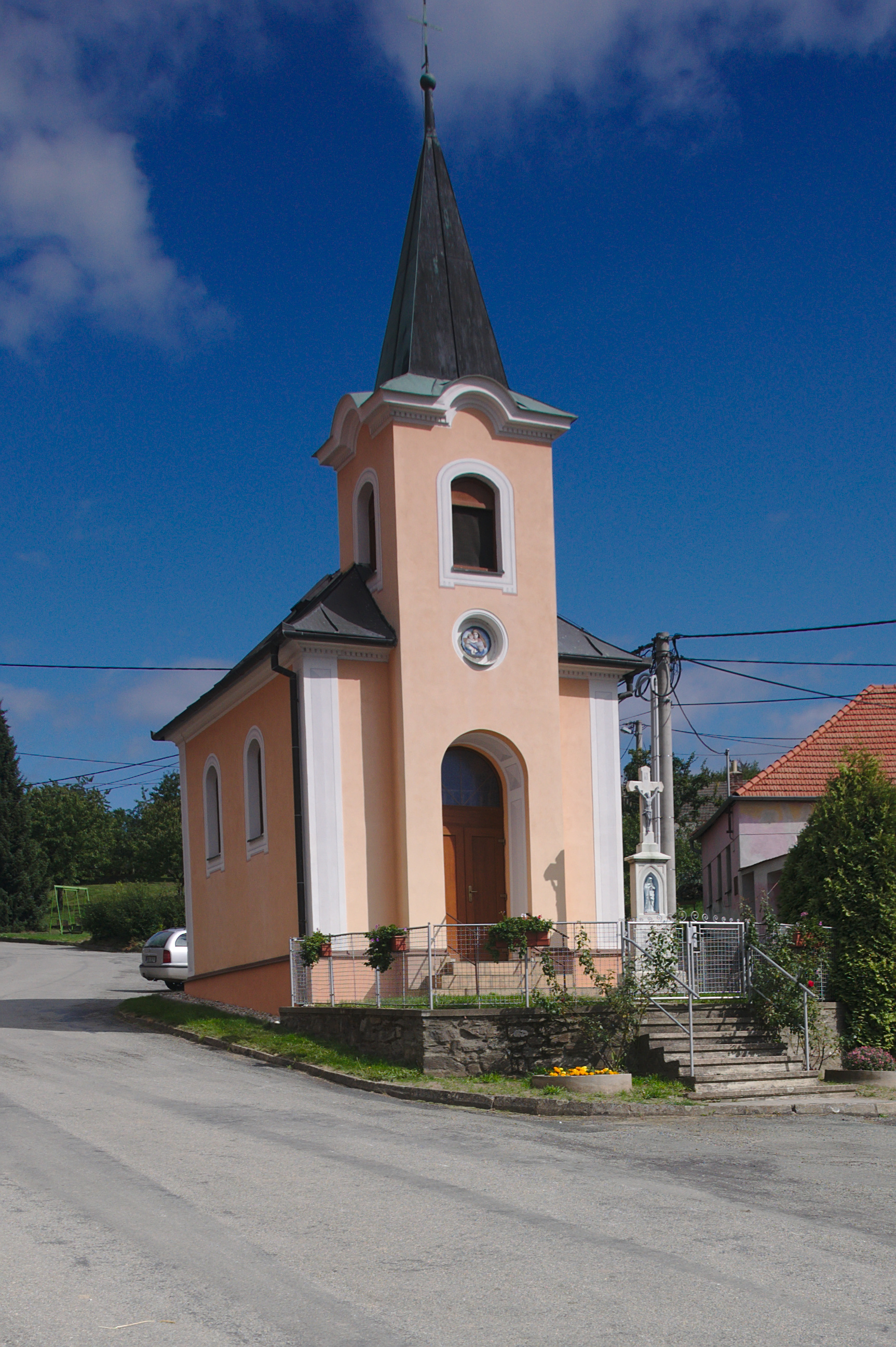
L'église Sainte-Anne.